# سوزان (خنداب)
سوزان یا سوزان علیا، روستایی از توابع بخش خنداب شهرستان اراک در استان مرکزی ایران است.این روستا دارای تپه ی سوزان است . قدمت این تپه از دوران ساسانیان تا حالا است. 

## جمعیت
این روستا در دهستان جاورسیان قرار دارد و براساس سرشماری مرکز آمار ایران در سال ۱۳۸۵، جمعیت آن ۷۸۲ نفر (۲۰۷خانوار) بوده‌است.